# Björna 194:1
Björna 194:1 är en samisk härd vid Lägstaån i Björna, i Örnsköldsviks kommun, som tillhört en boplats eller ett viste. Härden  upptäcktes av Anette Färjare 1991 och inventerades i samband med upptäckten.
Härden ligger i närheten av reservatsutvidgningen (2015) för Vändåtbergets naturreservat.

## Beskrivning
Härden är oval, 2,0 x 1,1 meter och 15 centimeter hög. Den var helt övermossad vid inventeringen, med ett blekjordslager på en centimeter. Härden ligger på en tallhed och sträcker sig i riktningen NNO-SSV.

## Fotnoter
1. ↑  Enligt Riksantikvarieämbetets definition är en härd en avgränsad eldplats som anlagts utomhus eller inne i kåta, hydda eller hus.'"`UNIQ--ref-00000006-QINU`"'